# Вишњевац (Осијек)
Вишњевац је приградско насеље града Осијека, на левој обали Драве. Налази се у саставу града Осијека, Осјечко-барањска жупанија, Република Хрватска.

## Историја
До територијалне реорганизације у Хрватској, налазио се у саставу старе општине Осијек.

## Становништво
На попису становништва 2011. године, Вишњевац је имао 6.680 становника.

## Попис 1991.
На попису становништва 1991. године, насељено место Вишњевац је имало 7.204 становника, следећег националног састава:
| Попис 1991.‍   | Попис 1991.‍  | Попис 1991.‍ | Попис 1991.‍ | Попис 1991.‍ |
| ------------- | ------------ | ----------- | ----------- | ----------- |
|               |              |             |             |             |
| Хрвати        | Хрвати       |             | 6.071       | 84,27%      |
| Срби          | Срби         |             | 483         | 6,70%       |
| Југословени   | Југословени  |             | 265         | 3,67%       |
| Мађари        | Мађари       |             | 45          | 0,62%       |
| Црногорци     | Црногорци    |             | 21          | 0,29%       |
| Муслимани     | Муслимани    |             | 18          | 0,24%       |
| Словаци       | Словаци      |             | 18          | 0,24%       |
| Албанци       | Албанци      |             | 14          | 0,19%       |
| Чеси          | Чеси         |             | 6           | 0,08%       |
| Македонци     | Македонци    |             | 4           | 0,05%       |
| Немци         | Немци        |             | 4           | 0,05%       |
| Словенци      | Словенци     |             | 3           | 0,04%       |
| Пољаци        | Пољаци       |             | 2           | 0,02%       |
| Аустријанци   | Аустријанци  |             | 1           | 0,01%       |
| Украјинци     | Украјинци    |             | 1           | 0,01%       |
| остали        | остали       |             | 2           | 0,02%       |
| неопредељени  | неопредељени |             | 102         | 1,41%       |
| регион. опр.  | регион. опр. |             | 8           | 0,11%       |
| непознато     | непознато    |             | 136         | 1,88%       |
| укупно: 7.204 |              |             |             |             |